# أغلان
أغلان هي قرية في مقاطعة سردشت، إيران. يقدر عدد سكانها بـ 307 نسمة بحسب إحصاء 2016.